# Aux urnes, citoyens !
Pour les articles homonymes, voir Aux urnes, citoyens.
Pour plus de détails, voir Fiche technique et Distribution.
Aux urnes, citoyens ! est un film français réalisé par Jean Hémard, sorti en 1932.

## Synopsis
Dans l'espoir de devenir député de la nation, Dupont-Lebaigue, un riche industriel, investit des sommes considérables dans la campagne des législatives.

## Fiche technique
- Titre : Aux urnes, citoyens !
- Réalisation : Jean Hémard
- Scénario et dialogues : Michel Bourdet et Jacques Bousquet
- Photographie : Jean Isnard et Armand Thirard
- Son : Georges de Cespédès
- Décors : Robert-Jules Garnier
- Musique : Michel Brusselmans, Marguerite Monnot et Vincent Scotto
- Montage : Jacques Desagneaux
- Société de production : Films Félix Méric
- Pays de production :  France
- Genre : Comédie
- Durée : 102 minutes
- Date de sortie : 
  - France : 11 mars 1932

## Distribution
- Léon Belières : l'industriel Dupont-Lebaigue
- Lily Mounet : Mme Dupont-Lebaigue
- Rosine Deréan : Nicole Dupont-Lebaigue
- Henri Poupon : l'agent électoral Parpelet
- Claude Dauphin : le journaliste politique René Faradin
- Octave Berthier : le député Taponnier
- Jacques Bousquet : M. Évrard
- Ginette Gaubert : la chanteuse Mado Farnèse
- Henri Jullien : l'huissier de Justice
- Edmond Castel : le curé
- Jean Liézer : le maire
- Suzy Wincker : Mariette[1].
- Pierre Piérade : un conseiller municipal
- Marcelle Monthil : Mme Grosbois
- Albert Desaulnay : Armand de Brienne
- Maximilienne : la duchesse de Brienne
- Criscuolo : le garagiste
- Félix Mayol : le chanteur populaire
- Antonin Berval  : un électeur à voix
- Lucette Desmoulins : la servante
- Henri Trévoux
- Michel Duran